# Al-Waqi'a
Al-Waqi'a (arabe : سُورَةُ ٱلْوَاقِعَةِ, français : L'Événement) est le nom traditionnellement donné à la 56e sourate du Coran, le livre sacré de l'islam. Elle comporte 96 versets. Rédigée en arabe comme l'ensemble de l'œuvre religieuse, elle fut proclamée, selon la tradition musulmane, durant la période mecquoise.

## Origine du nom
Bien que le titre ne fasse pas directement partie du texte coranique, la tradition musulmane a donné comme nom à cette sourate L’Événement, en référence au contenu des deux premiers versets : « 1. Quand l'Événement (le Jugement) arrivera,
2. nul ne traitera sa venue de mensonge. ».

## Historique
Il n'existe à ce jour pas de sources ou documents historiques permettant de s'assurer de l'ordre chronologique des sourates du Coran. Néanmoins selon une chronologie musulmane attribuée à Ǧaʿfar al-Ṣādiq (VIIIe siècle) et largement diffusée en 1924 sous l’autorité d’al-Azhar,, cette sourate occupe la 46e place. Elle aurait été proclamée pendant la période mecquoise, c'est-à-dire schématiquement durant la première partie de l'histoire de Mahomet avant de quitter La Mecque. Contestée dès le XIXe par des recherches universitaires, cette chronologie a été revue par Nöldeke,, pour qui cette sourate est la 41e.
D’un avis unanime des islamologues, cette sourate est très composite. Si Nöldeke et Schwally ont d’abord défendu une sourate homogène, ils ont remarqué par la suite qu’elle possédait plusieurs sections. Le v.75 commence ainsi un nouveau passage.

## Interprétations

### Versets 75-96: Conclusion
Cette dernière partie est un passage indépendant, voire une nouvelle sourate. En effet, le verset 74 est formé comme une doxologie finale et le verset 75 un serment comme au début de plusieurs sourates.
Selon les versets 77-82, le quran serait dans un « écrit caché ». Pour les exégètes musulmans, cela évoque un prototype céleste du Coran. Pour Bell, suivi par de nombreux auteurs, cela évoque plus matériellement les Écritures gardées par les « purifiés », rabbins et prêtres.
Les versets 82-95 évoque la mort et la rétribution. Tor Andrae compare le premier verset avec une description d’Éphrem de Nisibe. Les versets suivant récapitulent la sourate, et seraient pour Schwally et Bell un ajout postérieur.
Le dernier verset est une doxologie finale identique au v.74 et trouvant des échos au début de la sourate suivante. Ceux-ci sont une trace d’un travail éditorial cherchant à les associer.

Texte de la sourate (Coran datant de 1874)
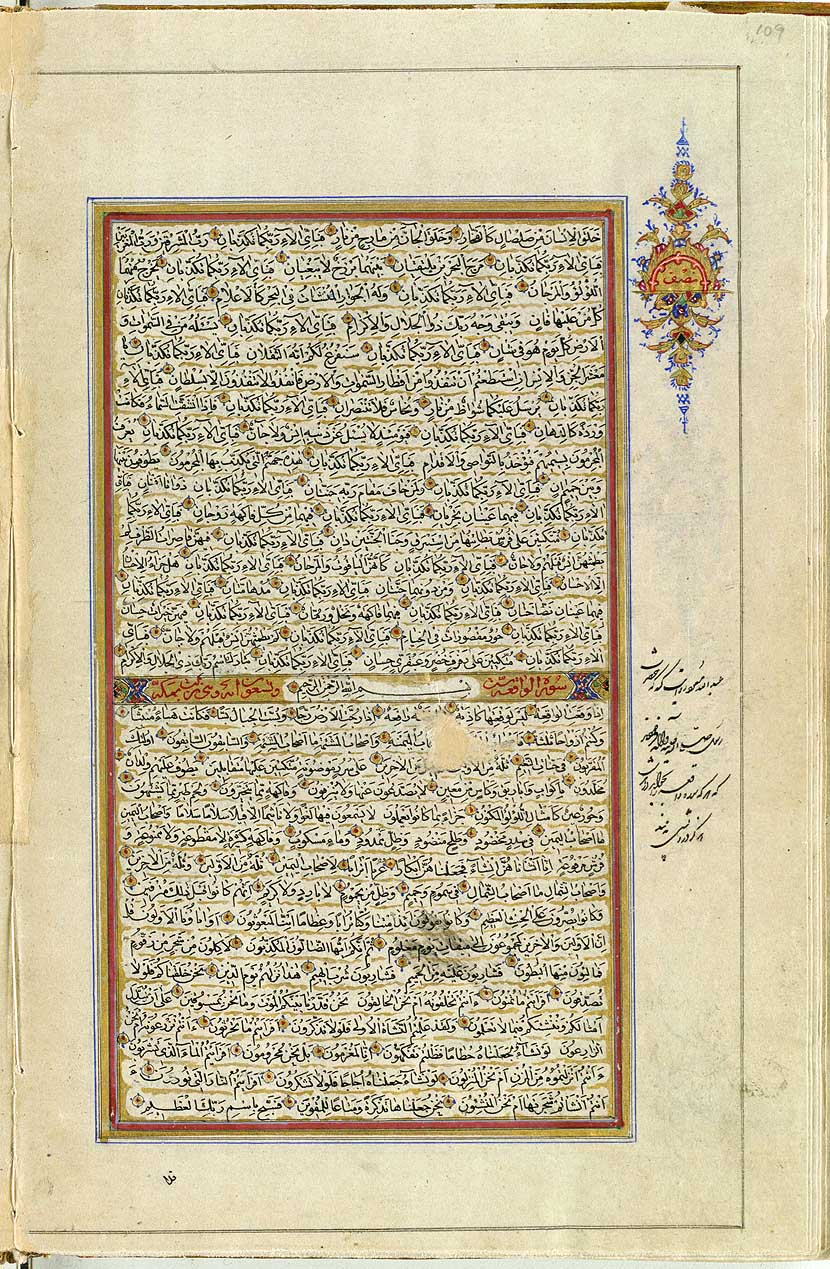
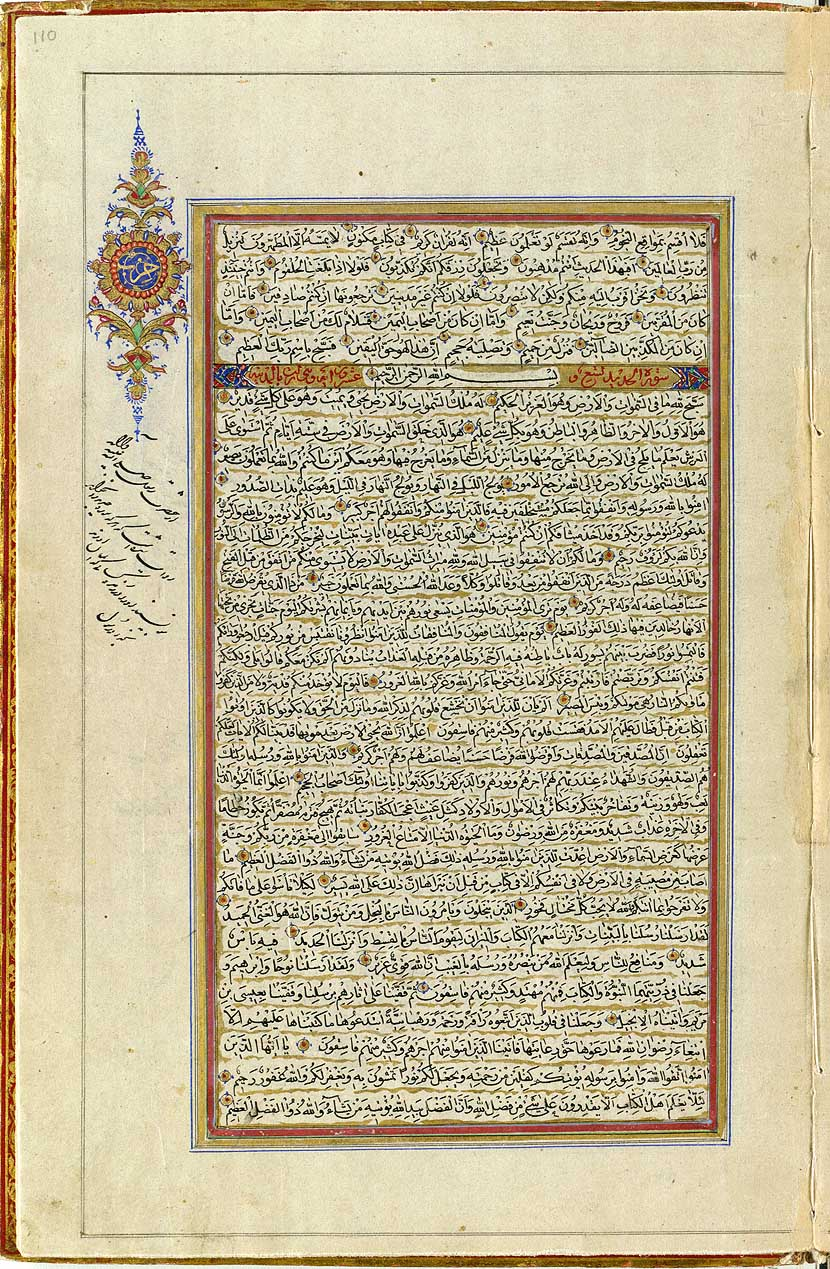